# Aucissafibel

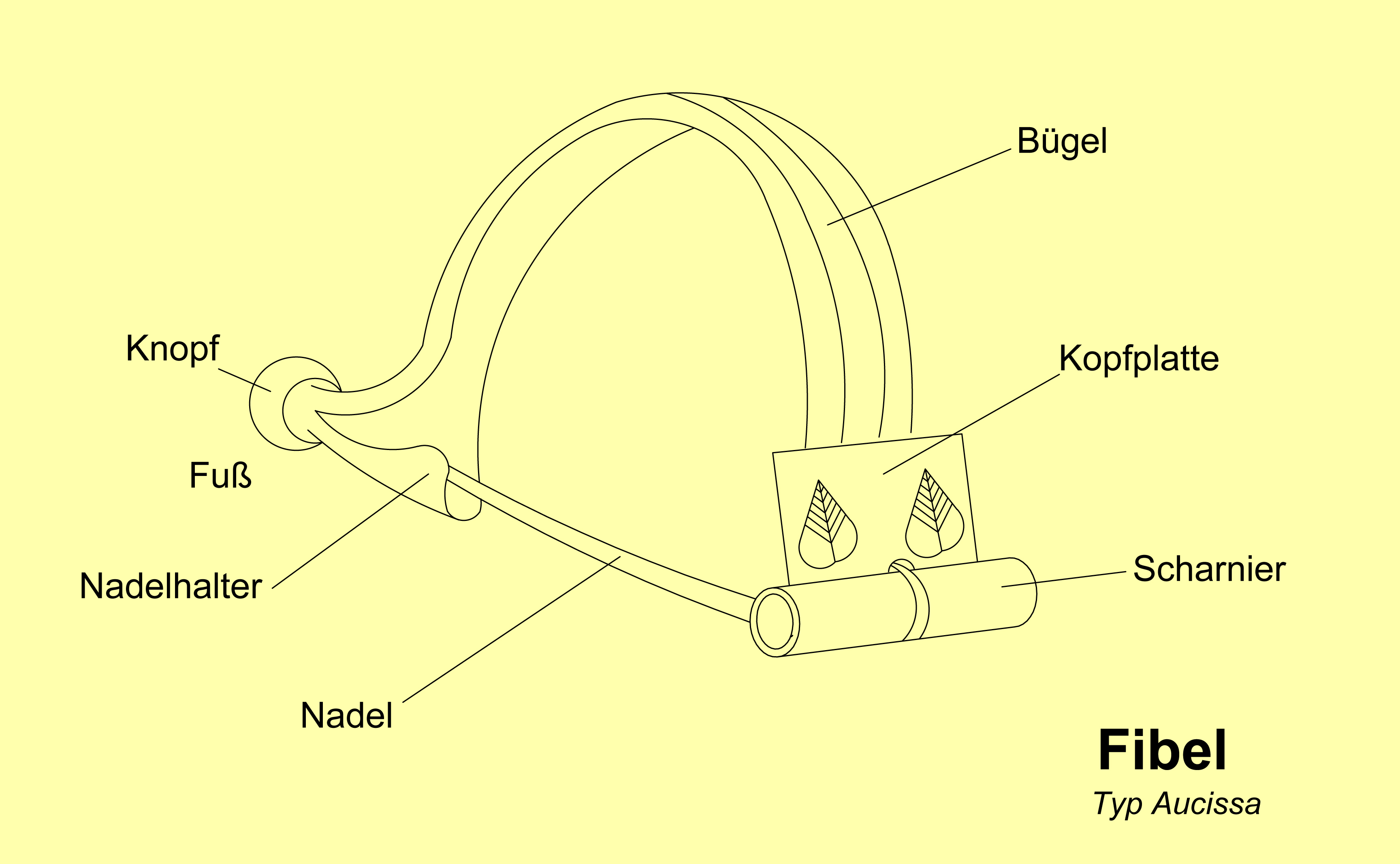
Schematische Darstellung einer Aucissafibel.

Die Aucissafibel gilt als typische römische Militär- oder Soldatenfibel des 1. Jahrhunderts.
Aucissafibeln sind ein schlicht gehaltener Typ von Scharnierfibeln, welcher aus keltischen Fibelformen hervorgegangen ist und besonders in der frühen römischen Kaiserzeit weit verbreitet war. Sie hielten den schweren Militärmantel der römischen Legionäre über der rechten Schulter zusammen. Ihr auffallend hoher Bügel war so geformt, um auch den grob gewebten Stoff des Mantels aufnehmen zu können.

## Namensgebung
Benannt ist dieser Fibeltyp nach einem wohl etruskischen Hersteller, dessen Name AVCISSA auf einigen Kopfplatten von gefundenen Fibeln eingeprägt war. Mittlerweile wurden auch Kopfplatten gefunden, in die die Namen C. CARTILIVS, DVRNACVS und P. VALER gestempelt sind.
Synonym für die Bezeichnung Aucissafibel werden in der wissenschaftlichen Literatur auch Bezeichnungen verwendet, die sich nach den jeweiligen Bearbeitern richten. So findet sich die Aucissafibel auch unter den Namen Typ Almgren 242, Hofheim Typ V, Riha Typ 5.2-5.4 oder Feugère 22.

## Beschreibung
Das Design der Aucissafibel ist schlicht gehalten. Der hohe und stark gebogene Bügel mit plattem Querschnitt endet bei allen Varianten in einem deutlich abgesetzten Fuß mit einem schmalen Nadelhalter, an dessen Ende ein Zierknopf sitzt. Der Fibelkopf trägt die Scharnierkonstruktion.
Unabhängig vom Material werden Aucissafibeln gewöhnlich nach der Gestaltung des Bügels untergliedert. Hierbei treten Formen mit rundovalem und D-förmigem Querschnitt auf. Ein weiteres Unterscheidungsmerkmal ist das Vorhandensein eines Mittelgrates auf dem Bügel und dessen Ausgestaltung. In der Regel wurden sie sowohl aus Buntmetall als auch aus Eisen gefertigt. Darüber hinaus sind vereinzelt auch Exemplare aus Edelmetall bekannt.

## Verbreitung
Die Aucissafibel kam in der frühen Kaiserzeit auf und war besonders im 1. Jahrhundert im gesamten römischen Reich verbreitet. Als Vorläufer gilt die Scharnierfibel vom Typ Alesia. In der archäologischen Forschung werden Aucissafibeln besonders in den Nordwest-Provinzen als Leitform zur Datierung von Befundkomplexen genutzt, da sie dort am häufigsten gefunden werden. Sie tritt meist im militärischen Kontext auf, wurde aber sicherlich auch von römischen oder einheimischen Zivilpersonen getragen.